# روبرت موراي كيث
روبرت موراي كيث (بالإنجليزية: Robert Murray Keith)‏ (و. 1697 – 1774 م) هو دبلوماسي من مملكة بريطانيا العظمى، توفي عن عمر يناهز 77 عاماً.

## مناصب
تولى منصب سفير
.